# Пстроконе
Пстроконе (пол. Pstrokonie) — село в Польщі, у гміні Заполиці Здунськовольського повіту Лодзинського воєводства.
Населення — 484 особи (2011).
У 1975—1998 роках село належало до Серадзького воєводства.

## Демографія
Демографічна структура станом на 31 березня 2011 року:
|          | Загалом | Допрацездатний вік | Працездатний вік | Постпрацездатний вік |
| -------- | ------- | ------------------ | ---------------- | -------------------- |
| Чоловіки | 250     | 60                 | 173              | 17                   |
| Жінки    | 234     | 41                 | 132              | 61                   |
| Разом    | 484     | 101                | 305              | 78                   |